# Knézy Jenő (sportriporter, 1972)
Knézy Jenő László (Budapest, 1972. június 10. –) műsorvezető, sportriporter, televíziós kommentátor, válogatott kosárlabdázó. Édesapja az ismert sportriporter Knézy Jenő. Ifj. Knézy a kerékpárversenyek kommentátora volt az Eurosporton, az M4-nél dolgozott, ahol többek között a 2016-os labdarúgó-Európa-bajnokság mérkőzéseit kommentálta a helyszínről. 2020. október 1-től a GyőrPlusz médiaszolgáltató vezérigazgatója lett. Erről a posztjáról 2024 januárjában lemondott.

## Kosárlabdázóként
A Ganz csapatában kezdett kosárlabdázni. Majd a MAFC játékosa lett, ahonnan 1987-ben igazolt a Tungsramba. 1988-ban tagja volt az Ifjúsági Barátság Versenyen szerepelt magyar csapatnak 1993-ban szerződött Szolnokra. 1994 nyarán megműtötték. Nyolc hónap kihagyás után 1995 februárjában térhetett vissza. A szezon végén befejezte játékos pályafutását.
Mérkőzései a magyar férfi kosárlabda-válogatottban.
| #  | Dátum             | Helyszín             | Ellenfél    | Pont | Eredmény |
| -- | ----------------- | -------------------- | ----------- | ---- | -------- |
| 1. | 1993. június 10.  | Sopron, Magyarország | Ausztria    | 7    | 92–73    |
| 2. | 1993. november 6. | Sopron, Magyarország | Szlovákia   | 2    | 83–84    |
| 3. | 1994. június      | Kairó, Egyiptom      | Szlovénia   | 2    | 65–53    |
| 4. | 1994. június      | Kairó, Egyiptom      | Ukrajna     | 0    | 73–88    |
| 5. | 1994. június      | Kairó, Egyiptom      | Egyiptom    | 0    | 64–57    |
| 6. | 1994. június      | Kairó, Egyiptom      | Törökország | 0    | 49–62    |

## Sportriporterként
Az 1996. évi nyári olimpiai játékokon kosárlabda szakkommentátor volt. 1997 és 1998 között a TV3 csatornánál Uj Péterrel közösen közvetítette az NBA-mérkőzéseket, amik az első élőben közvetített NBA-mérkőzések voltak Magyarországon, hajnali kettő és három órakor magyar idő szerint. Michael Jordan utolsó, a Chicago Bulls színeiben játszott találkozóját is ő közvetítette a Utah Jazz ellen, 1998. júniusában.
Ezt követően lett az Eurosport állandó munkatársa. 2006-tól közvetített sporteseményeket és hetente vezette a Sportaréna magazint a Duna Televízióban.